# Alexander Schüller
Alexander Schüller (født 13. maj 1997) er en tysk bobslædefører.
Han repræsenterede Tyskland under vinter-OL 2022 i Beijing, hvor han tog guld i firer-bob.